# نادرة أمين
نادرة أمين (17 يوليو 1906 - 24 يوليو 1990)، مغنية مصرية. من أب مصري وأم لبنانية لذلك ظن البعض إنها شامية رغم إن أبيها من مدينة رشيد بمحافظة البحيرة يرجع أصله إلى عائلة شتا المعروفة هناك. قدمت للإذاعة سبع أغنيات من ألحانها، كما لحّن لها الملحن محمود الشريف أغنية واحدة.
مثّلت في فيلم أنشودة الفؤاد في عام 1932، والذي يُعتبر حسب كثيرٍ من المصادر أول فيلم غنائي مصري.

## أعمال
- أنشودة الراديو : 1936 - نادرة.
- شبح الماضي : 1934
- أنشودة الفؤاد :1932 - نادرة.
- بنت ذوات : 1942 - غناء.

## روابط خارجية
- نادرة أمين على موقع IMDb (الإنجليزية)
- نادرة أمين على موقع قاعدة بيانات الأفلام العربية
- نادرة أمين على موقع ديسكوغز (الإنجليزية)